# 替那帕诺
替那帕诺（英語：Tenapanor，商品名为万缇乐）是美国药企Ardelyx研发的一種NHE3受體抑制劑，该药物通过抑制细胞旁途径磷酸盐的吸收达到降低血磷的目的，可单独使用或与现有磷结合剂联合使用进一步产生协同降磷，并改善患者便秘的症状。可用于控制正在接受血液透析治疗的慢性肾脏病成人患者的高磷血症。

## 历史
2017年11月，美国生物制藥公司Ardelyx将替那帕诺在日本权益授权给協和麒麟。同年12月，復星醫藥获得了替那帕诺片在中国内地、香港及澳门特别行政区的独家临床开发和商业化等权利。2018年3月，Aldelyx将替那帕诺在加拿大权益授权给加拿大药企Knight Therapeutics。
2019年9月，FDA批准该药物上市，商品名Ibsrela，剂量为50mg，用于便秘性肠易激综合症的治疗。
2020年9月15日，Ardelyx首次向FDA递交该药物用于透析成人慢性肾脏病患者控制高磷血症的新适应症上市申请。2021年，FDA回函表示该药物可有效降低患者的血清磷水平，但降幅小且临床意义不明确，拒绝批准该适应症。经Ardelyx后续申诉，FDA心血管和肾脏药物专家咨询委员会于2022年11月针对替那帕诺召开了会议，委员会以9：4的投票结果支持该药物作为单一疗法，10：2（1人弃权）的投票结果支持该药物与磷酸盐结合剂联合使用，用于治疗慢性肾病透析患者高磷血症。2023年4月，Ardelyx重新向FDA递交了tenapanor用于治疗透析患者高磷血症上市申请并于次月获FDA受理并进行新药审核工作。同年9月，该药物在日本获批用于治疗高磷血症，商品名为PHOZEVEL。同年10月，该药物在美国获批用于治疗高磷血症，商品名为XPHOZAH。
2025年2月20日，该药物在中国获批，用于控制正在接受透析治疗的慢性肾脏病成人患者的高磷血症，商品名为万缇乐。